# Die Weißblaue Drehorgel (Gesangsgruppe)
Die Weißblaue Drehorgel war von 1933 bis 1938 ein Gesangsgruppe bairischer Mundart in München.

## Werdegang
Vier Münchener Studenten, Hugo Rauschnabel (Tenor), Adolf Sotier (Bariton) und Rupert Weber (Bass), sowie Otto Kuen (* 20. Mai 1910 in München; † 15. Juli 1994 in Iffeldorf), damals noch Studenten der Neueren Sprachen, am Klavier, hatten Anfang der 1930er Jahre die Idee, ein „Studentenbrettl“ zu gründen. Sie wollten sich in bayrischer Mundart präsentieren, jedoch im Stil der damals modernen Tanz- und Schlagermusik. Otto Kuen war der Gründer der „Weißblauen Drehorgel“ und musikalischer Kopf der Truppe; er begleitete und ersann die Melodien und verfasste die Gesangstexte dazu. Diese handelten – mal heiter, mal melancholisch – von alltäglichen Befindlichkeiten und reichten thematisch von den Begebenheiten auf der Fahrt mit der Trambahn über das Übermaß an Gefühl im Vorort Giesing bei Mondschein, bis hin zu allgemeinem Weltschmerz, bei dem einem einfach alles „stinkt“.
Zunächst nur als kurzlebiger Studentenulk gedacht, entwickelte sich der Brettlspaß weiter und die Gruppe mit ihren Präsentationsfähigkeiten und ihrem Repertoire bis zur Bühnenreife. Ihren ersten öffentlichen Auftritt hatte „Die weißblaue Drehorgel“, wie sie sich nannten, im Cafe-Kabarett Bonbonnière in der Münchner Altstadt unweit vom Hofbräuhaus, das damals unter der Leitung von Adolf Gondrell stand. Nach einem weiteren Jahr systematischen Probens hatten sie ab 30. November 1933 eine wöchentliche Sendung bei der Bayerischen Rundfunk GmbH.
Es folgte eine Tournee durch nahezu alle größeren Städte Deutschlands. Die Vier traten im blauen Stepp-Janker und mit schwarzer Smokinghose auf die Bühne und hatten damit auch optisch ein charakteristisches Erscheinungsbild. Mitte der 1930er Jahre bekamen sie einen Schallplattenvertrag bei der Grammophon GmbH, wo sie sieben Titel aufnahmen. Im Laufe der Jahre war ihr Repertoire auf über 100 Titel angewachsen.
Die bayerische Kulturpflege stieß mit „unheroischen“ Texten und „schräger Musik“ im Nationalsozialismus auf wachsendes Missfallen. Nach Kuens eigenem Bekunden war das Quartett „bald das einzige Weiß-Blaue in Bayern, was jetzt noch offiziell geduldet war“. Bei Kriegsbeginn 1939 löste Otto Kuen sein Ensemble auf. Er wurde zur Wehrmacht eingezogen und als deutscher Besatzer in die nordnorwegische Tundra geschickt.
Nach dem Krieg arbeitete Otto Kuen wieder als Gymnasialprofessor und lebte in der Bergmannstraße in München, einige Zeit in Edling, später in Iffeldorf. In den 1980er Jahren übertrug er Homer (nach der altgriechischen Originalfassung) ins Altbairische (vgl. Odyssee).

## Nachwirken
Wahrscheinlich bezog sich der Titel der Sendereihe Die weißblaue Drehorgel, die Olf Fischer beim Bayerischen Rundfunk nach dem Krieg ins Leben rief, auf das Vorbild der vier bayrischen Kabarettisten. Der Titelsong der Sendung, das Drehorgel-Lied Auf der weiß-blauen Drehorgl do wann ma spuit, stammte von Dr. Otto Kuen. Autor und Vortragender in einer Person war Emil Vierlinger. Für die Gestaltung dieser Art von Unterhaltungsprogrammen, in denen neben Spielszenen und Gesangsdarbietungen (der Isarspatzen um Erika Blumberger) auch die humoristische Dichtung in bayrischer Mundart ihren Platz hatte, ist „Die weißblaue Drehorgel“ richtungsweisend geworden.
Im Münchener Verlag Komet ist 1957 eine kleine Auswahl von Texten und Noten aus dem Repertoire der Weißblauen Drehorgel erschienen.
In den 1980er Jahren wurden Lieder der Weißblauen Drehorgel von den Singphonikern interpretiert.
Im April 2010 griff die Münchener Gruppe Zwirbeldirn die Giesinger Mondserenade der Weißblauen Drehorgel erneut auf und interpretierte sie mit Zweigesang, drei Geigen und einem Kontrabass.

## Werke
Tonträger (vgl. auch Weblinks); Schallplatten Grammophon um 1935
- Gr 10 356 (mx. 2621 ½ GN) Das Radlerlied I fahr durch d'Nacht (Text und Musik: O. Kuen) und (mx. 2622 ½ GN) Münchner Straßenbahn-Tango (Text und Musik: O. Kuen) Mechan. Copt. 1935
- Gr 10 357 (mx. 2623 ½ GN) Vui z'vui G'fui (Text und Musik: O. Kuen) und (mx. 2624 GN) Das Pflasterlied (Text und Musik: O. Kuen) Mechan.Copt.1935
- Gr 10 358 (mx. 2625 GN) Das Gerücht (Text und Musik: O. Kuen) und (mx. 2626 ½ GN) Giesinger Mond-Serenade (TuM O. Kuen) Mechan.Copt.1935
- Gr 10 359 (mx. 2627 und 2628 ½ GN) Weltschmerz-Ballade Do dad er mir aa stinka I und II (Text und Musik: O. Kuen) 1935/36?